# واقواقيات
الواقواقيات (الاسم العلمي: Cuculiformes)، هي رتبة من طيور تشمل ثلاث فصائل :
- توراكو ، Musophagidae - «آكلات الموز»
- وقواق ، Cuculidae
- خلفيات القنزعة ، Opisthocomidae